# Lợi thế tuyệt đối
Lợi thế tuyệt đối là lợi thế đạt được trong trao đổi thương mại quốc tế khi mỗi quốc gia tập trung chuyên môn hoá vào sản xuất và trao đổi những sản phẩm có mức chi phí sản xuất thấp hơn hẳn so với các quốc gia khác và thấp hơn mức chi phí trung bình của quốc tế thì tất cả các quốc gia đều cùng có lợi.

## Mô hình đơn giản

### Giả định sau
- Thế giới có hai quốc gia và mỗi quốc gia sản xuất hai mặt hàng.
- Đồng nhất chi phí sản xuất với tiền lương cá nhân.
- Giá cả hoàn toàn do chi phí sản xuất quyết định.

### Kết luận
- Quá trình trao đổi trên cơ sở lợi thế tuyệt đối làm khối lượng tổng sản phẩm toàn xã hội tăng lên, làm cho các nguồn lực trong nước được sử dụng một cách có hiệu quả hơn.
- Thương mại quốc tế sẽ tạo điều kiện để phát triển những ngành có lợi thế và thu hẹp những ngành bất lợi thế, là cơ sở lý luận sau này cho việc chuyển đổi cơ cấu kinh tế giữa các quốc gia.

### Ưu điểm
- Khắc phục hạn chế của lý thuyết trọng thương đó là khẳng định cơ sở tạo ra giá trị là sản xuất chứ không phải là lưu thông.
- Chứng minh thương mại đem lại lợi ích cho cả hai quốc gia.

### Nhược điểm
- Không giải thích được hiện tượng chỗ đứng trong phân công lao động quốc tế và thương mại Quốc tế sẽ xảy ra như thế nào đối với những nước không có lợi thế tuyệt đối nào.
- Coi lao động là yếu tố sản xuất duy nhất tạo ra giá trị, là đồng nhất và được sử dụng với tỉ lệ như nhau trong tất cả các loại hàng hoá.
- Dùng lợi thế tuyệt đối chỉ có thể giải thích được một phần rất nhỏ trong mậu dịch quốc tế ngày nay ví như giữa những nước phát triển và những nước đang phát triển. Lý thuyết này không thể giải thích được trong trường hợp một nước được coi là "tốt nhất" tức là quốc gia đó có lợi thế tuyệt đối để sản xuất tất cả các sản phẩm hoặc một nước được coi là "kém nhất" tức là quốc gia đó không có một sản phẩm nào có lợi thế tuyệt đối để sản xuất trong nước. Trong những trường hợp đó, liệu các quốc gia có còn giao thương được với nhau nữa không và lợi ích mậu dịch sẽ nằm ở chỗ nào? hay lại áp dụng chính sách bế quan tỏa cảng?

## Lợi thế tuyệt đối củaAdam Smith
A. Smith là người đầu tiên đưa ra lý thuyết về lợi thế tuyệt đối của hoạt động ngoại thương. Trong mô hình kinh tế cổ điển, chúng ta đã biết các nhà kinh tế cổ điển cho đất đai là giới hạn của tăng trưởng. Khi nhu cầu lương thực tăng lên, phải tiếp tục sản xuất trên những đất đai cằn cỗi, không đảm bảo được lợi nhuận cho các nhà tư bản thì họ sẽ không sản xuất nữa. Các nhà kinh tế cổ điển gọi đây là bức tranh đen tối của tăng trưởng. Trong điều kiện đó A. Smith cho rằng có thể giải quyết bằng cách nhập khẩu lương thực từ nước ngoài với giá rẻ hơn. Việc nhập khẩu này sẽ mang lại lợi ích cho cả hai nước. Lợi ích này được gọi là lợi thế tuyệt đối của hoạt động ngoại thương.
Do đó, có thể nói lợi thế tuyệt đối là lợi thế có được trong điều kiện so sánh chi phí sản xuất để sản xuất ra cùng một loại sản phẩm, khi một nước sản xuất sản phảm có chi phí cao hơn có thế nhập sản phẩm đó từ nước khác có chi phí sản xuất thấp hơn.ư
Lợi thế này được xem xét từ hai phía, đối với nước sản xuất sản phẩm có chi phí sản xuất thấp sẽ thu được nhiều lợi nhuận hơn khi bán trên thị trường quốc tế. Còn đối với nước sản xuất sản phẩm với chi phí sản xuất cao sẽ có được sản phẩm mà trong nước không có khả năng sản xuất hoặc sản xuất không đem lại lợi nhuận. Điều này gọi là bù đắp sự yêu kém về khả năng sản xuất trong nước.
Ngày nay, đối với các nước đang phát triển việc khai thác lợi thế tuyệt đối vẫn có ý nghĩa quan trọng khi chưa có khả năng sản xuất một số loại sản phẩm, đặc biệt là tư liệu sản xuất với chi phí chấp nhận được. Ví dụ, việc không đủ khả năng sản xuất ra máy móc thiết bị là khó khăn lớn đối với các nước đang phát triển, và là nguyên nhân dẫn tới đầu tư thấp. Như chúng ta đã biết, các khoản tiết kiệm chưa thể trở thành vốn đầu tư chừng nào tư liệu sản xuất các doanh nghiệp cần đến chưa có. Bởi vì các tư liệu sản xuất chưa sản xuất được trong nước mà phải nhập khẩu từ nước ngoài.
Khi tiến hành nhập những tư liệu sản xuất này, công nhân trong nước bắt đầu học cách sử dụng máy móc thiết bị mà trước đây họ chưa biết và sau đó họ học cách sản xuất ra chúng. Về mặt này, vai trò đóng góp của ngoại thương giữa các nước công nghiệp phát triển và các nước đang phát triển thông qua bù đắp sự yếu kém về khả năng sản xuất tư liệu sản xuất và yếu kém về kiến thức công nghệ của các nước đang phát triển cũng được đánh giá là lợi thế tuyệt đối.

### Quan điểm
- Đề cao vai trò của các cá nhân và doanh nghiệp, ủng hộ một nền thương mại tự do, không có sự can thiệp của chính phủ.
- Thấy được tính ưu việt của chuyên môn hóa
- Dùng lợi thế tuyệt đối chỉ giải thích được một phần rất nhỏ trong mậu dịch thế giới hiện nay.

### Minh họa
| Sản phẩm          | Hoa Kỳ | Anh |
| ----------------- | ------ | --- |
| Lúa mì (tạ/người) | 6      | 1   |
| Vải (m/người)     | 4      | 5   |

- Hoa Kỳ có lợi thế tuyệt đối so với Anh về sản xuất lúa mì.
- Anh có lợi thế tuyệt đối so với Hoa Kỳ về sản xuất vải.